# Menkaoehor
Menkaoehor was een farao uit de 5e dynastie. De koning was ook bekend onder de namen: Menkauhor en Mencheres (Manetho). Achter zijn naam wordt ook nog Kaioe vastgeplakt omdat zijn troonnaam is. Zijn naam betekent: "eeuwigdurend zoals de zielen (ka) van Horus".

## Biografie
Er is weinig bekend van Menkaoehor. Wat wel bekend is dat de koning volgens de Turijnse koningslijst 9 jaar heeft geregeerd. De koning is ook begraven alleen weten we niet meer waar, waarschijnlijk een piramide in Noord-Saqqara of ergens in Dasjoer. De koning werd in het Nieuwe Rijk vereerd met zijn cultus.
De afkomst van Menkaoehor is onbekend. Het kan een nazaat zijn van Nioeserre bij Nepoet-Neboe. Het is mogelijk dat hij de vader is van Djedkare Isesi of anders zijn broer.
Zijn regering is vastgesteld op een inscriptie uit de Sinaï. Het geeft aan dat hij net zoals zijn voorgangers steen uit de groeven van Sinaï haalde. In Dorak (Midden-Oosten; waarschijnlijk Byblos) vinden we een inscriptie van de koning. In Aboesir is er een zegel van de koning gevonden.

## Bouwwerken
- De zonnetempel Achet-Ra (nu verwoest)
- Piramide in Noord-Saqqara of in Dasjoer